# トップ・マーシャル
株式会社トップ・マーシャルは、日本の流通業者である。

## 概要
2021年2月22日設立。2021年4月1日に後述の株式会社トップ・マーシャル（現：株式会社SMIRAL）より「成人向け雑貨・グッズの製造、販売業」及び「成人向け映像作品の調達・供給事業」の事業を吸収分割により承継した。
（旧）株式会社トップ・マーシャル（現：株式会社SMIRAL）
2002年12月4日設立。カルチュア・コンビニエンス・クラブの連結子会社。映像ソフト・書籍・グッズなどの卸販売やPOSシステムの販売、DVD付き書籍の発行、アニメ・実写ドラマ・音楽・グッズを取扱う総合エンターテイメントレーベルの「SMIRAL（スマイラル）」やスカパー！のスポーツ専門チャンネル「刺激ストロングチャンネル」への番組供給事業、ホテルを向けインターネットシステムやインバウンド対策商材の販売及びコンテンツの提供を行っていた。
ケイ・エム・プロデュースのレーベルであるS級素人、millionなどの商標権を保有していた。
2015年10月に日本出版販売とカルチュアコンビニエンスクラブがトップ・マーシャルの事業をサポートするための合弁会社「株式会社MPDパートナーズ」を設立した。
2019年4月に同じトップ・パートナーズグループの株式会社メディア・サプライ・パートナーズを吸収合併。
2021年4月1日に「成人向け雑貨・グッズの製造、販売業」及び「成人向け映像作品の調達・供給事業」の事業を、2021年2月22日に新設された株式会社トップ・マーシャル（前述）へ吸収分割により承継した。
「成人向け雑貨・グッズの製造、販売業」及び「成人向け映像作品の調達・供給事業」の事業以外の事業については2021年4月2日に会社名を株式会社SMIRALに変更し承継した。
株式会社トップ・マーシャルは2023年3月31日にテクタイト株式会社の子会社であるエンタービジョン株式会社の営む映像ソフト等の販売事業をトップ・マーシャルに承継させる吸収分割を行った。

## ゲーム
- レジェンドガールズ騎馬道アカデミー[9]
- スカウトDE即ハメ！[10]

## レビュー
- 【中高年のお助けグッズ】第20回『YUIRA REVOLUTION』の巻(2021年3月15日、夕やけ大衆)[11]
- 人気サブカル系AV女優・乃木蛍がYUIRAのオナホール『マジ肌　メスダチ　デカ尻ホール ヤリ部屋で濃厚巣ごもり交尾』のパンツを脱がして、イジって……。「6.2キロ！？それに、パンツ履いてる！ 初めて見ましたよ、こういうオナホ！」(2021年6月25日、FANZAニュース)[12][13]
- 人気サブカル系AV女優・乃木蛍がYUIRAの吸引型のローター『絆コレクション QUEEN’S ローター』をお試し！「手でこんなになっちゃうなんて、アソコに吸い付かれたらどうなっちゃうんですか……？」(2021年7月9日、FANZAニュース)[14][15]
- 【YUIRAシリーズ第2弾！】VENUS専属AV女優･根尾あかりちゃんがYUIRAのオナホで遊んじゃう！「中がブチュブチュしてる。すごーい。青いのは指への吸い付きが特にエッチですね。黒いのはマジで堅い！ちょっと処女みたいな感じ(笑)！」「触ってみると柔らかくてイイです。なんだかエッチな気持ちになる……」(2021年7月30日、FANZAニュース)[16][17]
- 【中高年のお助けグッズ】第25回『YUIRA Impulse』の巻(2021年8月2日、夕やけ大衆)[18]
- 根尾あかりちゃんがYUIRAの『鬼イカセローター』をお試し！「実は一度だけプライベートで女の子とちょっとそういうコトをした時に（ローターを）使ったことが……。お酒の勢いで…(笑)」(2021年8月13日、FANZAニュース)[19][20]
- 美熟女・川上ゆうさんが人気電マ『極天-Kiwamiten-』をお試し！『オナニーのときクリを弄るとどうしても中にキュッとしたものが欲しくなっちゃうんですよ。野菜を入れちゃったことありますもん。ナスとか……』(2021年9月3日、FANZAニュース)[21][22]
- 【人気AV女優がYUIRAのおもちゃをお試し！】川上ゆうさん『YUIRA Impulse ユイラ インパルス』をお試し！美熟女・川上ゆうさんが人気の電動オナホ『YUIRA Impulse ユイラ インパルス』をお試し！「私が男の人に使ってあげるとしたら、普段気持ち良いと思っているポイントとは少しずらして、焦らしちゃったりするんじゃないかな。途中でスポッて抜いちゃったりとか（笑）」(2021年9月17日、FANZAニュース)[23][24]